# 齐格蒙特·斯马尔采日
齐格蒙特·斯马尔采日（波蘭語：Zygmunt Smalcerz，1941年6月8日—），波兰男子举重运动员。他曾代表波兰参加1972年和1976年夏季奥林匹克运动会举重比赛，其中1972年奥运会获得一枚金牌。